# Vattenpolo vid olympiska sommarspelen 1912
Vattenpoloturneringen vid Olympiska sommarspelen 1912 avgjordes i en simstadion vid Djurgårdsbrunnsviken i Stockholm.

## Medaljsummering
| Gren                          | Guld | Silver | Brons |
| Herrarnas vattenpoloturnering | Storbritannien Isaac Bentham Charles Bugbee George Cornet Arthur Edwin Hill Paulo Radmilovic Charles Sydney Smith George Wilkinson | Sverige Robert Andersson Vilhelm Andersson Erik Bergqvist Max Gumpel Pontus Hansson Harald Julin Torsten Kumfeldt | Belgien Victor Boin Félicien Courbet Herman Donners Albert Durant Oscar Grégoire Jean Hoffman Herman Meyboom Pierre Nijs Joseph Pletinckx |